# Acheilognathus tonkinensis
Acheilognathus tonkinensis är en fiskart som först beskrevs av Vaillant 1892.  Acheilognathus tonkinensis ingår i släktet Acheilognathus och familjen karpfiskar. IUCN kategoriserar arten globalt som otillräckligt studerad. Inga underarter finns listade i Catalogue of Life.